# Jan Woltjer
Pour les articles homonymes, voir Woltjer.
Jan Woltjer, né le 4 février 1849 à Groningue et mort le 28 juillet 1917 à Amsterdam, est professeur de langues et littérature classiques à l'Université libre d'Amsterdam.

## Biographie
Woltjer, fils d'un boulanger, a commencé sa carrière en tant qu'enseignant adjoint dans un lycée de sa ville natale, Groningue, en 1867. Il a appris le latin de lui-même et a réussi à entrer à l'Université de Groningue en 1871. Tout en enseignant les langues classiques dans un gymnase local, il a écrit sa thèse sur Lucrèce et a été promu en 1877. Le 28 septembre de la même année, il épouse Marchien Janssonius. En 1881, il s'installe à Amsterdam pour devenir professeur à l'Université libre, poste qu'il conservera jusqu'à sa mort en 1917. En 1902, il est devenu membre de l'Académie royale néerlandaise des arts et des sciences. Il a été impliqué dans de nombreuses organisations éducatives et a été membre du Sénat pour le Parti antirévolutionnaire de 1902 à 1917. Son fils aîné, Robert H. Woltjer, le suivit en enseignant des études classiques à l'Université libre. Son fils Jan Woltjer est devenu un astronome bien connu, de même que le fils de ce dernier, Lodewijk Woltjer.
Avec ses nombreux autres étudiants, dont Herman Dooyeweerd, Woltjer a eu une formidable influence sur le futur professeur de philosophie D. H. Th. Vollenhoven, qui a utilisé sa formation en grec et en latin pour faire tout d'abord une étude minutieuse des Fragments de la Présocratique. Woltjers a souscrit à l'idée que l'apprentissage du grec faisait partie intégrante de ce à quoi le Nouveau Testament fait référence lorsqu'il parle de « la plénitude des temps ». Le grec appris constituait une éducation préparatoire (paideia, cf. Werner Jaeger) pour la venue du Christ. Dans une certaine mesure, Vollenhoven, étudiant de Woltjer, semble avoir résisté à cette dernière conception, car V en est venu à considérer le problème majeur du développement d'une philosophie chrétienne comme la forte tendance de toute la pensée chrétienne ultérieure dans la culture occidentale à se replier sur une synthèse avec des présupposés d'origine grecque.